# Loughrigg Tarn
Der Loughrigg Tarn ist ein See im Lake District, Cumbria, England. Der See liegt östlich des Elter Water und südlich des Loughrigg Fell. 
Der See hat nur sehr kleine Zuflüsse und keinen Abfluss.
Der See gehörte eine Zeit lang Baron George Howland Beaumont. Der Lake Poet William Wordsworth kaufte mit dem Geld eines späteren Verkaufs des Sees Eiben, die auf dem Friedhof von Grasmere gepflanzt wurden, um diesen nach der Errichtung eines Eisenzaunes zu verschönern.  Wordsworth hat den See, der annähernd kreisrund ist, in seinem Epistel To Sir George Howland Beaumont, Bart. From the South-West Coast of Cumberland mit dem Nemisee in Italien verglichen und ihn so als Spiegel der Diana, der Göttin jenes Sees beschrieben.